# Обсерватория Лоуэлла

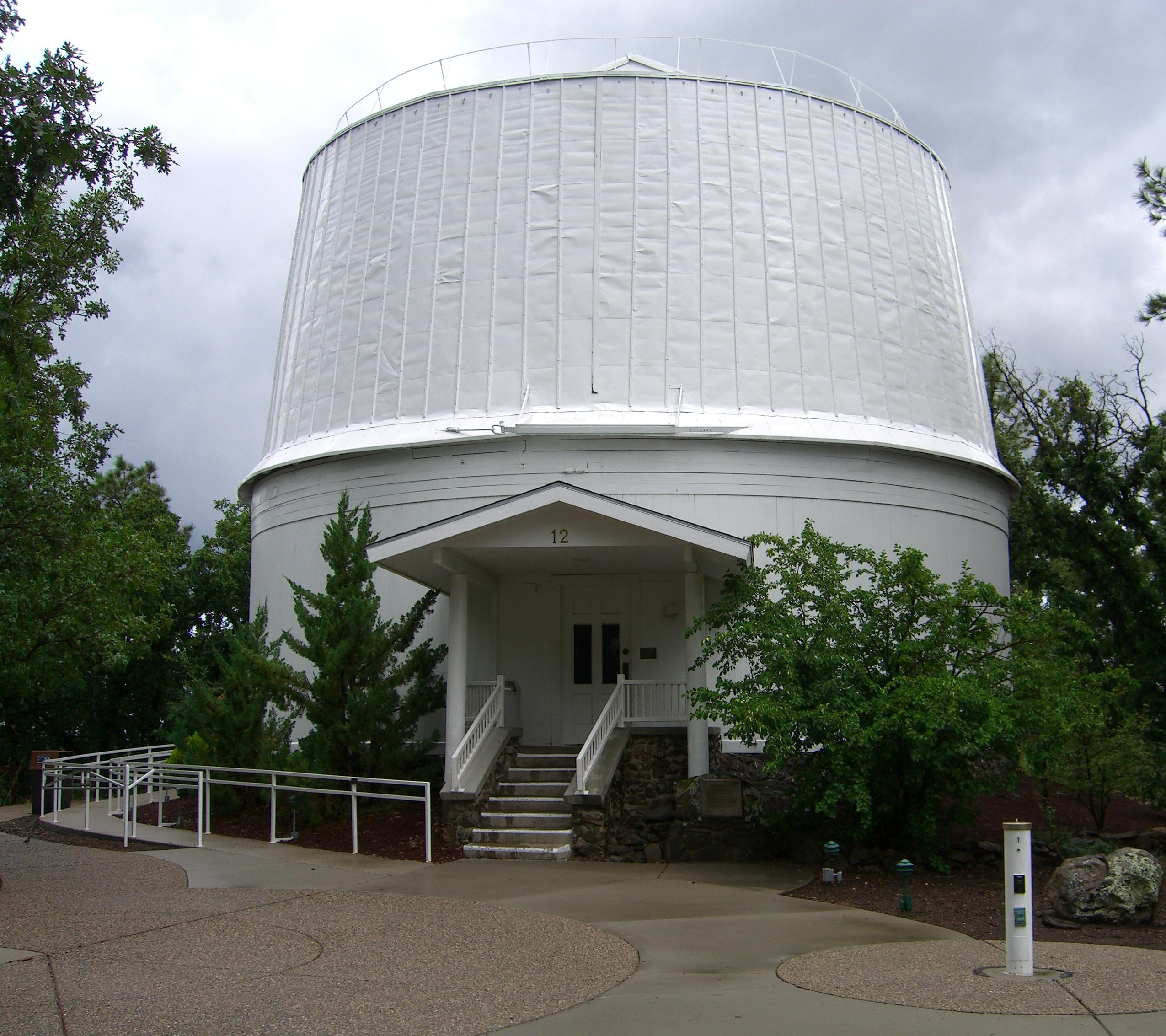
Здание 24-дюймового телескопа

Обсерватория Лоуэлла (англ. Lowell Observatory, код обсерватории «690») — частная астрономическая обсерватория, расположенная во Флагстаффе; одна из старейших обсерваторий в США, основана в 1894 году. Проводит обширную просветительскую деятельность, её посещают около 70 тыс. человек в год. Располагает 12 телескопами, из которых 2 находятся непосредственно на Марсианском холме во Флагстаффе. В 1965 году включена в список национальных исторических памятников США.

## История
Персиваль Лоуэлл не бывал в Аризоне до 1894 года, и доверился в выборе места для обсерватории Эндрю Дугласу (Andrew Ellicott Douglass) — ассистенту Уильяма Пикеринга (William Henry Pickering). В конце жизни Дуглас признался, что избрал Флагстафф только потому, что там были лучшие салуны на всём Дальнем Западе…
Место для своей обсерватории Персиваль Лоуэлл нашёл в лесистой местности Северной Аризоны, на высоте 7250 футов (2175 м) над уровнем моря. Лоуэлл назвал его Марсианским холмом (англ. Mars Hill). Главным инструментом долгое время был 24-дюймовый (61 см) телескоп-рефрактор, построенный Элвином Кларком (1804—1887). Этот телескоп был куплен Лоуэллом в Бостоне за 20 000 долларов, и доставлен во Флагстафф по железной дороге в 1896 году. Телескоп в рабочем состоянии, и ныне используется для образовательных целей: для научных исследований он уже устарел. Также на Марсианском холме расположен 33-сантиметровый (13-дюймовый) астрограф, на котором Клайд Томбо открыл карликовую планету Плутон.

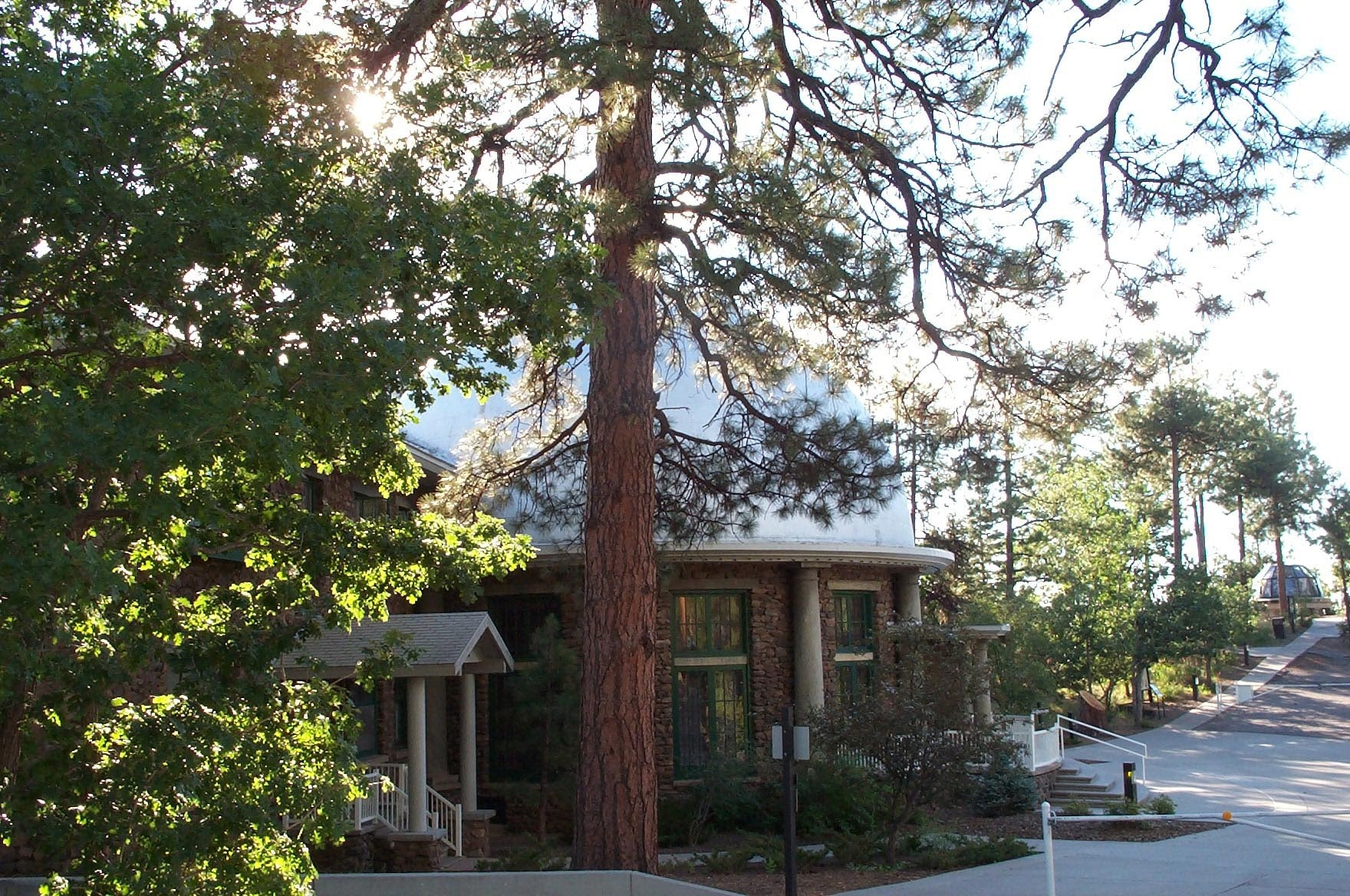
Ротонда Весто Слайфера во Флагстаффе, ныне музей

Первым директором обсерватории был Персиваль Лоуэлл, после его кончины в 1916 году, эту должность до 1926 года формально занимал его двоюродный брат архитерктор Гай Лоуэлл. Самым известным директором был Весто Слайфер (1927—1952, фактически — с 1916). В настоящее время обсерваторию возглавляет правнучатый племянник её основателя — Уильям Лоуэлл Патнэм.

## Выставки
- The Rotunda Museum: Здание, построенное в 1916 использовалось как библиотека и хранилище собранных научных данных.
- Putnam Collection Center/ Lowell’s Lunar Legacy:
- The Giovale Open Deck Observatory: Даёт посетителям возможность изучать небесные объекты, как днём, так и ночью. В здании, с отъезжающей крышей, находятся шесть телескопов: 5.5 дюймовый рефрактор TEC, 8-ми дюймовый рефрактор Moonraker, 32-х дюймовый телескоп рефлектор Добсон, 400 мм рефлектор Meade и два телескопа рефлектора (17-ти и 14-ти дюймовые) фирмы PlaneWave[3].

## Современное состояние
Современные исследовательские телескопы Лоуэлловской обсерватории (всего их 4) расположены в 12 милях от Флагстаффа на горе Андерсона (2163 м) на станции Андерсон-Меса. Наблюдательная станция была основана в 1959 году. Обсерватория также имеет станции в Австралии и Чили, и проводит исследования на 4,2 м телескопе Discovery Channel.
Обсерватория ведёт широкий спектр планетных и астрофизических исследований. Приоритетными считаются: поиск ближайших к Земле астероидов, исследование транснептуновых объектов и пояса Койпера, поиск экзопланет, исследование долгопериодических циклов солнечной активности, исследование процессов звёздообразования и т. д. Обсерватория эксплуатирует инфракрасный стратосферный телескоп диаметром 2,5 м, базирующийся на самолёте «Боинг-747».

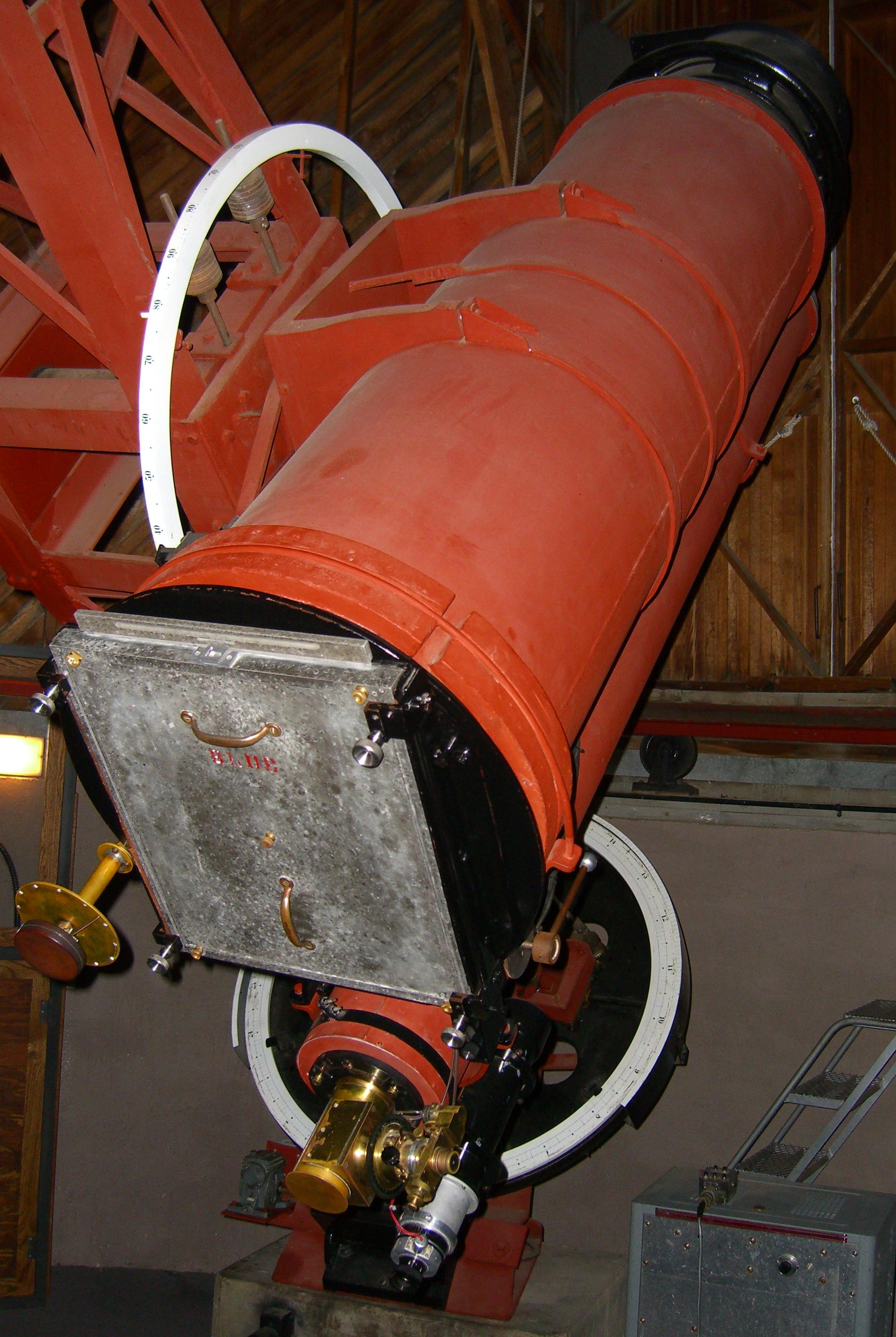
Астрограф, с помощью которого был открыт Плутон

### Главные открытия, совершённые в Лоуэлловской обсерватории
- Открытие Плутона в 1930 году;
- Измерение лучевых скоростей шаровых скоплений и спиральных туманностей Весто Слайфером в 1913—1914 годах (эти данные были востребованы научным сообществом десятилетиями позднее);
- Открытие колец Урана в 1977 году;
- Открытие периодического изменения активности выбросов газа и пыли кометой Галлея при её наблюдении в 1985—1986 годах[4];
- Открытие атмосферы Плутона и вычисление орбит меньших его спутников — Никты и Гидры;
- Открытие наличия молекулярного кислорода на Ганимеде (спутнике Юпитера).